# Jutty Ranx
Jutty Ranx – amerykańsko-fińska elektroniczna grupa muzyczna. W skład zespołu wchodzą DJ i producent z Finlandii – Jaakko Manninen oraz amerykańscy wokaliści – Justin Taylor i Ryan Malina.

## Dyskografia

### Single
| Rok  | Tytuł       | Najwyższe pozycje | Najwyższe pozycje | Najwyższe pozycje | Najwyższe pozycje | Najwyższe pozycje | Album      |
| Rok  | Tytuł       | BEL (Vl)          | CZE               | FRA               | ITA               | SUI               | Album      |
| ---- | ----------- | ----------------- | ----------------- | ----------------- | ----------------- | ----------------- | ---------- |
| 2013 | "I See You" | 97                | 37                | 55                | 3                 | 73                | Jutty Ranx |